# WAZ-Mediengruppe
WAZ-Mediengruppe njemačka je medijska tvrtka sa sjedištem u Essenu. Izdaje novine i tjednike s ukupno više od 500 izdanja u devet država. U Njemačkoj se tvrtka nalazi na trećem mjestu po veličini.
Pored Njemačke djeluje na tržištima Austrije, Hrvatske,Mađarske, Bugarske, Srbije, Rumunjske, Albanije, Makedonije i Rusije. Posjeduje i dijelove austrijske Kronen Zeitung i Kuriera.
Od prosinca 1998. WAZ Media Group posjeduje udio od 49% Europapress Holdinga.
Grupa izdaje u zemlji i inozemstvu 38 dnevnih listova, 108 publikacija i stručnih časopisa kao i 133 listova za oglašavanja.
U privatnom je vlasništvu obitelji osnivača. Upravitelj je od 2002. Bodo Hombach (jedan od bivših najutjecajnijih političara njemačke Socijaldemokratske stranke (SPD) ) i od 2008. Christian Nienhaus.

## Izdanja u Hrvatskoj
Među WAZ ovim izdanjima su Jutarnji list, Slobodna Dalmacija, Sportske novosti, Slavonski dom, Dubrovački vjesnik, Šibenski list, Globus, Arena, Auto klub, Auto blic, Gloria, Cosmopolitain, Moto Klub, Teen, Moja tajna, O.K., Grazia, Playboy, Tena i Vita.

## Vanjske poveznice
- Službena stranica WAZ-Mediengruppe  Arhivirana inačica izvorne stranice od 8. siječnja 2010. (Wayback Machine)